# Чуклайда
Чуклайда  — деревня в Куйбышевском районе Новосибирской области. Входит в состав Горбуновского сельсовета.

## География
Площадь деревни — 22 гектара.

## История
В 1926 году деревня состояла из 13 хозяйств, основное население — русские. В административном отношении находилась в составе Горбуновского сельсовета Барабинского района Барабинского округа Сибирского края.

## Население
| 1926 | 2002 | 2007 | 2010 |
| ---- | ---- | ---- | ---- |
| 71   | ↗97  | ↘93  | ↘69  |

## Инфраструктура
В деревне по данным на 2007 год отсутствует социальная инфраструктура.